# Тойотоми Хидейоши
Тойотоми Хидейоши (1536-1598 г.; на японски: 豊臣秀吉) първоначално име Хашиба (羽柴) е японски военачалник и политик.
В края на 16 век завършва обединението на Япония, започнато от неговия господар Ода Нобунага Момояма. Периодът на управлението му, наречен по неговия замък, продължава от 1582 г. до смъртта му през 1598 г. или (според някои учени) до битката при Секигахара през 1600 г., когато властта е поета от Токугава Иеясу.

## Ранни години
Точната дата на раждане на Хидейоши подлежи на спор в историографията, но е известно, че е родом от бедно семейство с нисък социален статус. Баща му е бил пехотинец в армията на Ода Нобухиде (баща на Ода Нобунага), който обаче след като бива ранен в битка се завръща в родното си село. По времето, в което е на 16 години, Хидейоши напуснал дома си в търсене на господар, като през това време най-вероятно се е препитал чрез шиене. Впоследствие намира работа при самурай от провинция Тотоми, но не след дълго избягва от него и започва да служи на Ода Нобунага, първоначално като носач на неговите сандали. С течение на времето Нобунага видял таланта на Хидейоши, който започнал да получава от своя господар нови, по-престижни длъжности, докато в крайна сметка не се превърнал в един от важните офицери на Нобунага.

## Обединение
Времето на смъртта на Ода Нобунага (21 юни 1582 г.) заварва Хидейоши да води обсада на замъка Такамацу в провинция Бичу. През нощта на 22 юни куриер съобщава на Хидейоши за случилото се, като последният запазва самообладание и не разкрива публично новината, а светкавично започва преговори с гарнизона на крепостта. След като си осигурява неговата капитулация, наред с провинциите Бичу, Мимасака и Хоки, Хидейоши вдига армията си, събира подкрепления и на 30 юни атакува и разбива войската на Акечи Мицухиде – нападателя на Нобунага. Хидейоши, по това време все още носейки фамилното име Хашиба, успява да се наложи над всички васали на бившия си господар с изключение на Токугава Иеясу. След като кратката война между тях завършва без победител, Иеясу се съгласява да положи клетва за вярност пред Хидейоши, в замяна на което получава неговата майка като заложник. Започнатото от Нобунага дело на обединение на страната бива завършено. Хидейоши последователно завладява остров Шикоку и получава титлата регент – втора по важност в Япония след тази на императора. Сред аристокрацията и феодалните лордове (т.нар. даймьо) се намерили такива, които не я зачитали заради ниския социален статус, от който идвал Хидейоши. Това от своя страна било добре дошло за него тъй като му предоставило не само casus belli, но и във войната срещу тях Хидейоши можел да се опира на императорския авторитет. Обединението на Япония е завършено с покоряването на о. Кюшу и превземането на замъка Одавара на Ходжо Уджимаса, което се случва съответно през 1587 г. и 1590 г..

## Забрана на християнството
През 1587 г. Хидейоши издава своя едикт за забрана на християнството и според който всички християнски мисионери трябва да напуснат страната в рамките на 20 дни. Причината за това негово действие е спорна, но е факт, че впоследствие спазването на забраната не е следвано и европейците продължават да учат Божието слово, макар и в тайна. Според Адриана Боскаро Хидейоши е издал едикта си не толкова срещу християнството, колкото срещу феодалните лордове, които, приели новата религия, принуждавали своите васали също да се покръстят. Това, според Боскаро, е начинът на имперския регент да заяви, че контролът над земята и ставащото в страната всъщност не е на даймьо, а на самия Хидейоши.

## Войната срещу Корея
Веднъж обединил под своята власт Япония, Хидейоши пожелал да покори и Китай, пътят към който минал през Корея. Регентът изразявал тези свои намерения публично, пред своята съпруга, офицери и дори йезуитски мисионери, от които пожелал да издействат за целта два португалски бойни кораба. Хидейоши дори изпратил писмо до китайския император, в което го призовавал да признае властта му. Първата кампания срещу Корея започнала през април 1592 г., в рамките на която на 10 май е превзет Сеул, по това време столица на корейската династия Чосон. Корея поискала помощ от Китай на династията Мин, от където дошла армия, наброяваща около 43 хил. души. Китайските военни успели да превземат Пхенян и стигнали Сеул, но били победени от японците. Край на първата инвазия на Корея обаче слага изгарянето на целия японски флот, подпален от части на китайски генерал. Това попречва на последващото продължаване на бойните действия. Хидейоши подновява действията срещу Корея през 1598 г., но в разгара на кампанията умира. След неговата смърт кампанията е прекратена, а японските части изтеглени.